# Sievi
Sievi is een gemeente in de Finse provincie Oulu en in de Finse regio Noord-Österbotten. De gemeente heeft een landoppervlakte van 786,4 km² en telt 4.735 inwoners (2022).